# Cremeschnitte

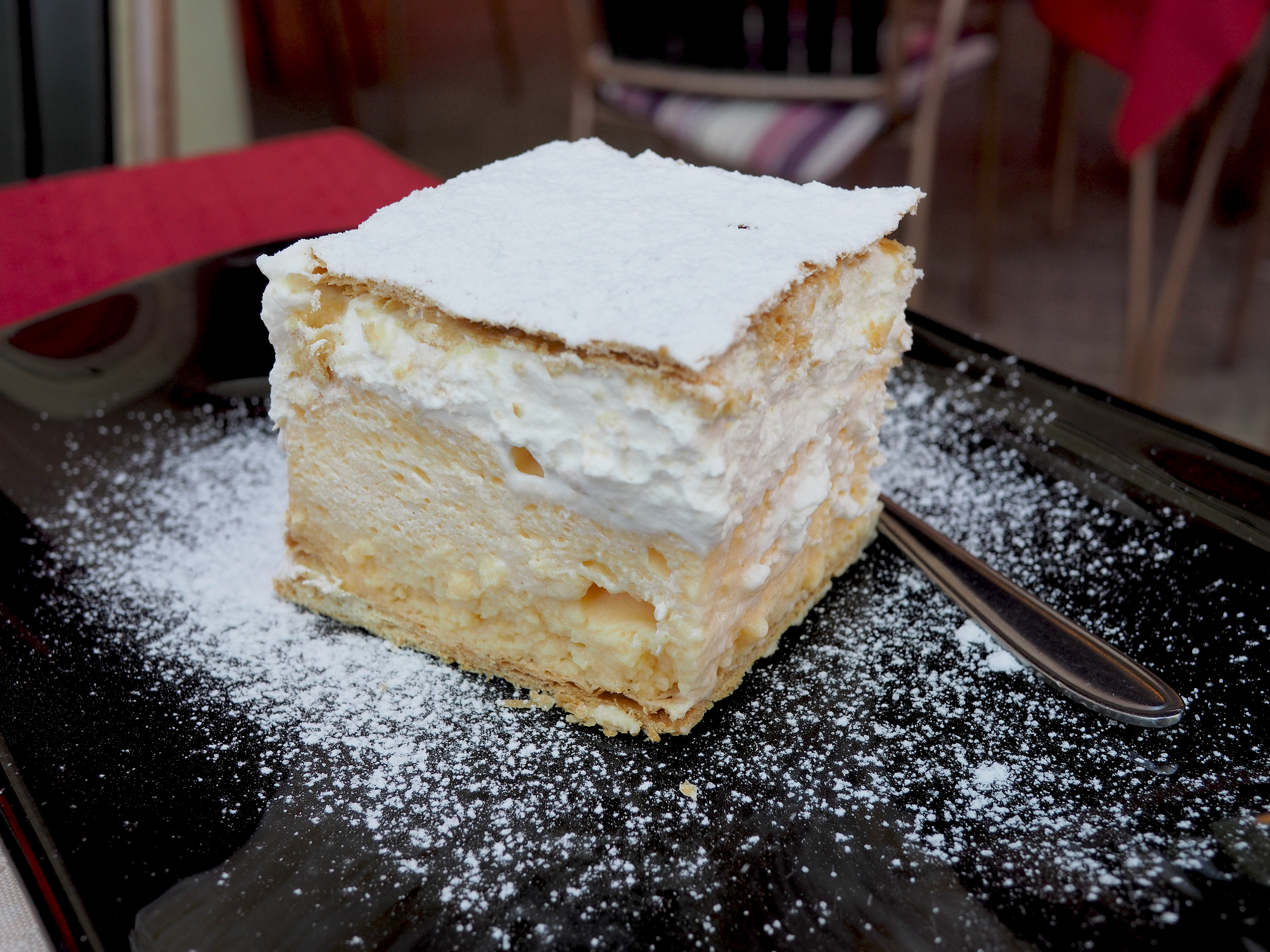
Famosa cremschnitte de Bled

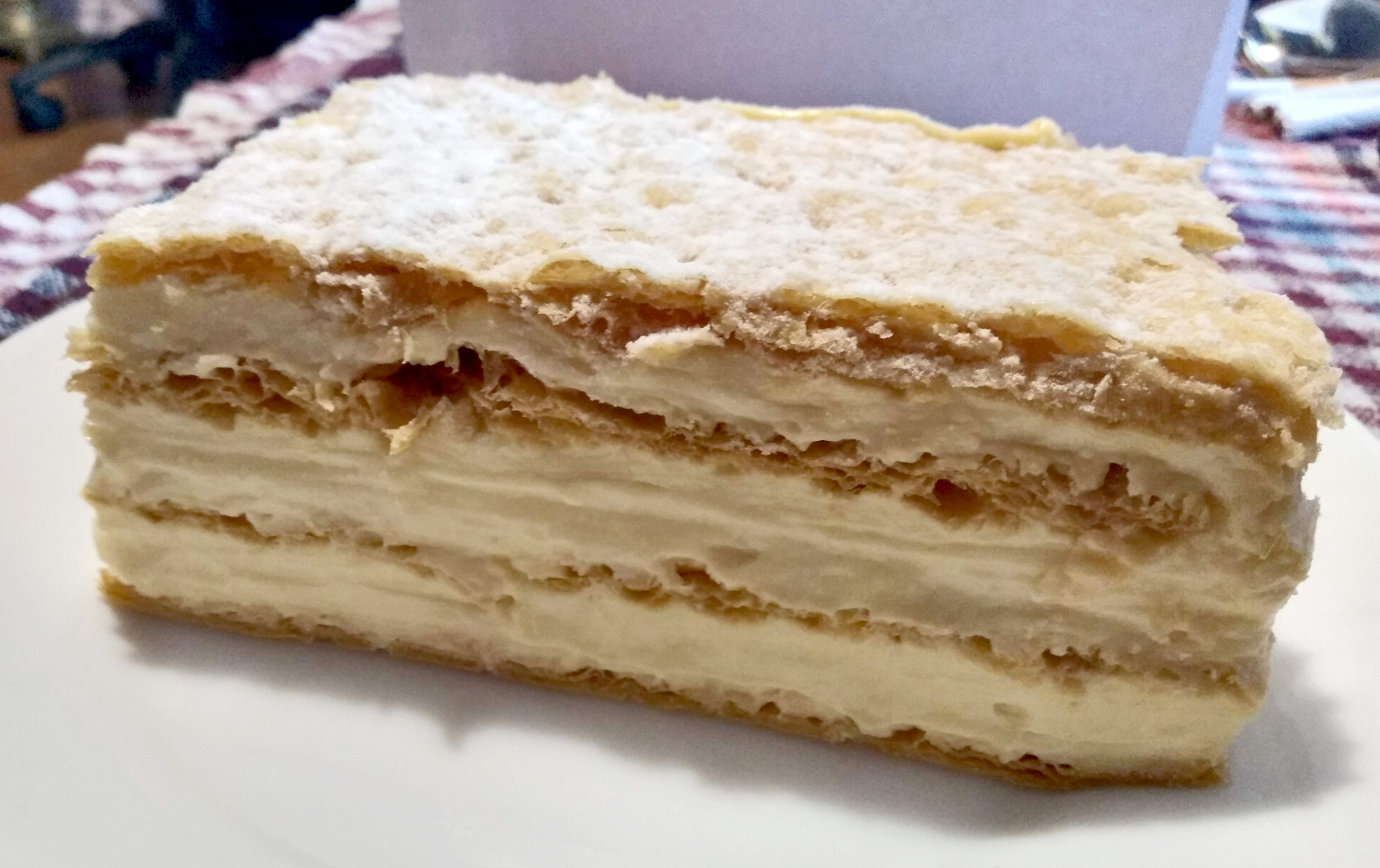
Kotorske krempite amb tres capes de massa i dues capes de crema

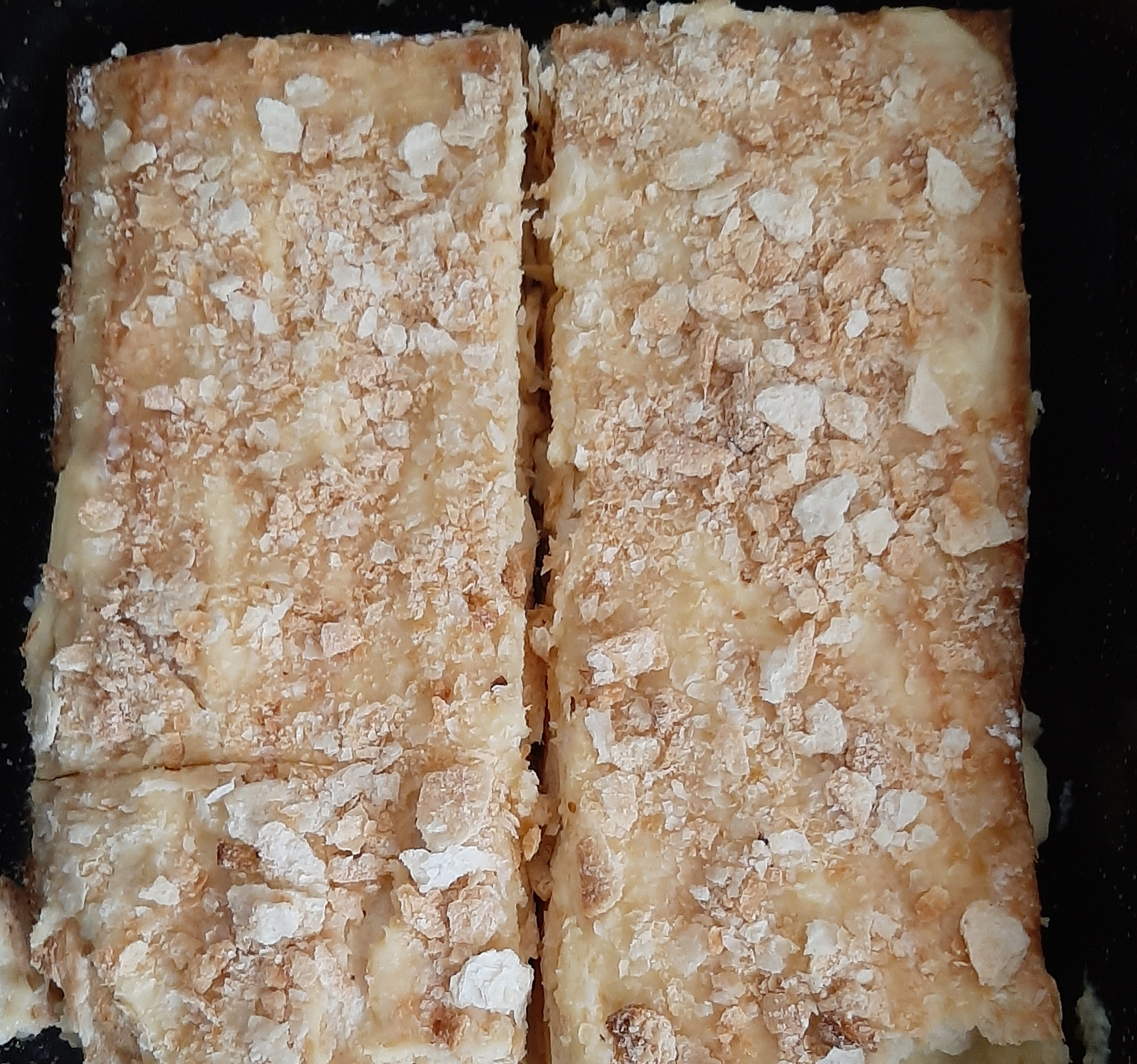
Cremeschnitte (cremeș) versió romanesa

El cremeschnitte (en alemany: Cremeschnitte, en hongarès: krémes, polonès: kremówka, napoleonka, en romanès: cremșnit, cremeș, crempita, serbi: krempita / кремпита, croat: kremšnita, eslovac: krémeš, eslovè: kremna rezina, kremšnita), també conegut com a llesca de vainilla o una llesca de crema, és un pastís de postres fet de crema pastissera i nata muntada comunament associat amb l'antiga monarquia austrohongaresa. Tot i així, es desconeix el seu origen exacte. Aquest plat continua sent popular a tota l'Europa central i els Balcans en diverses variacions, que inclouen una base de pasta de full i una crema de flam.

## Per països

### A Eslovènia
A Eslovènia, la kremna rezina s'associa comunament a la ciutat de Bled, una destinació turística alpina al nord - oest d'Eslovènia. El pastís de receptes va ser portat a l'Hotel Park local el 1953 per Ištvan Lukačević, xef de la pastisseria de l'hotel. Va arribar a Bled des de Sèrbia, on ja es coneixia un pastís similar. Es calcula que l’octubre de 2009, des de la seva invenció, ja s'havien fet 10 milions de pastissos de crema a la pastisseria de l'hotel. El nom de les postres significa simplement "rodanxa de crema". La majoria dels habitants de la zona s'hi refereixen com kremšnita, de la paraula alemanya Cremeschnitte, amb el mateix significat. Mentre que la kremna rezina de Bled celebrava la seva producció de deu milions de peces, Slaščičarna Lenček, que es troba a Domžale, l'any 2013 va celebrar el 75è aniversari des que en van fer el primer, anomenat Lenčkova kremna rezina.

### A Croàcia
A Croàcia, les dues variants més populars són Samoborska kremšnita de la ciutat de Samobor i Zagrebačka kremšnita de la capital, Zagreb. El popular Samoborska kremšnita es caracteritza per tenir una capa de pasta de full, principalment farcit de crema de natilla (menys nata muntada) amb merenga i s'acaba amb sucre en pols. Zagrebačka kremšnita té una característica cobertura de xocolata en lloc de la part superior de la pasta de full, tot mantenint la base de la pasta de full. La recepta clàssica de Samoborska kremšnita es considera dissenyada per Đuro Lukačić a principis dels anys 50, basada en diferents variants anteriors trobades a les pastisseries de Zagreb.

### A Sèrbia, Bòsnia i Hercegovina
A Sèrbia, Bòsnia i Hercegovina i Montenegro, el plat es coneix amb el nom de krempita. Normalment es prepara amb massa de pasta de full. El farcit sol ser de natges gruixudes i pures, menys combinades amb crema de merenga (clares muntades i sucre). Una recepta similar amb només farciment de merenga es diu Šampita.

### A Montenegro
A Montenegro, els més famosos són el Kotorska krempita o Kotorska pašta (Kotor Cremeschnitte). Excepte la recepta original, es diferencien d'altres krempita perquè es fan amb tres capes de massa i dues capes de crema. Cada any se celebra a Kotor el festival "Kotorska pašta" dedicat a aquesta delicatessen.

### A Romania
Es fa amb una pasta de full normalment tres capes amb crema per sobre.